# Juan Carlos Chirinos

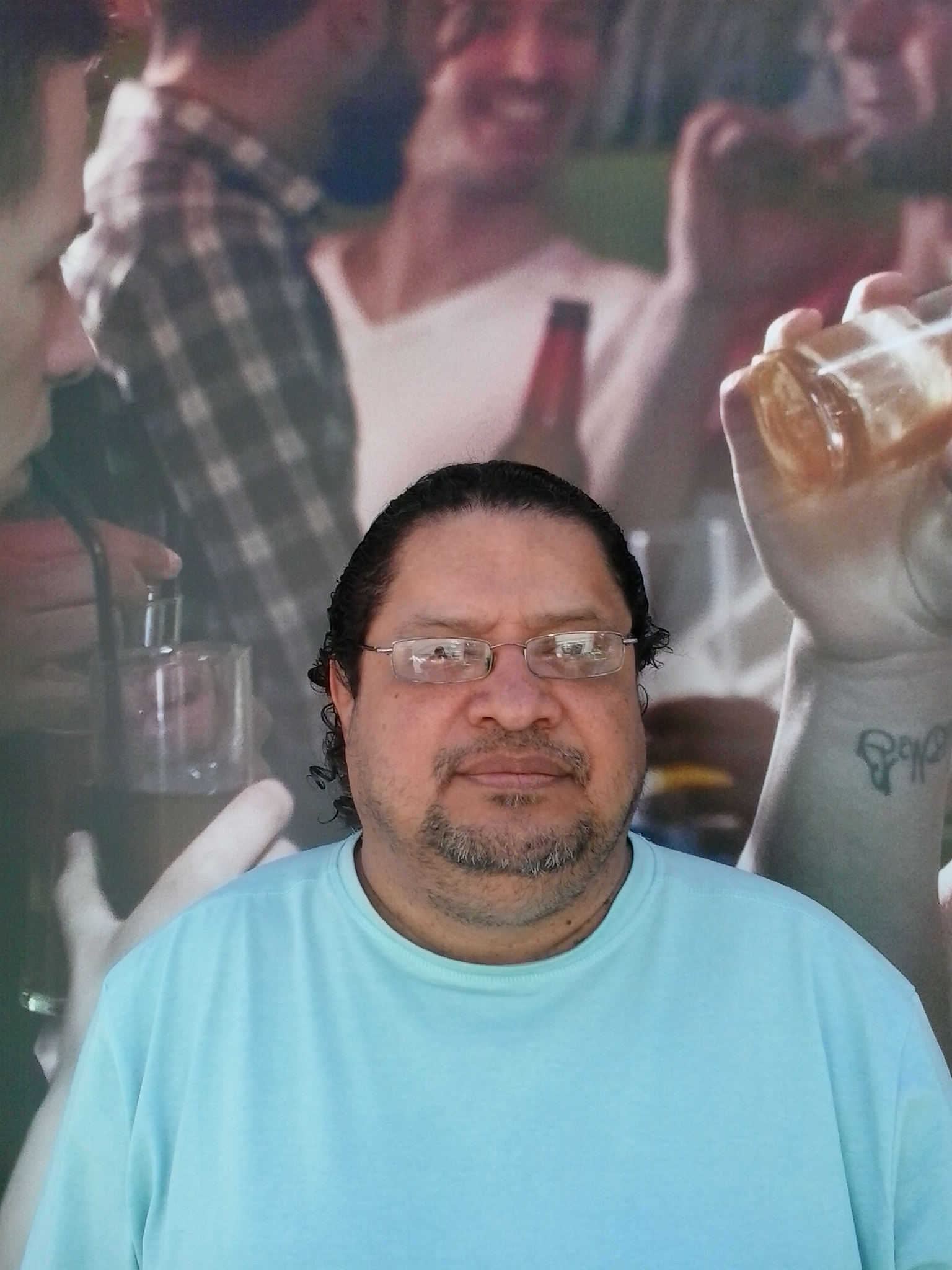
Juan Carlos Chirinos um 2017

Juan Carlos Chirinos García (* 3. Mai 1967 in Valera, Venezuela) ist Autor und Literaturberater. Er hat Romane, Kurzgeschichten, Biografien und Essays veröffentlicht sowie zahlreiche Anthologien herausgegeben. Ein Teil seiner Arbeiten wurde ins Englische, Französische, Italienische, Portugiesische und Arabische übersetzt.

## Leben
Juan Carlos Chirinos wurde 1967 in Valera geboren. Er schloss sein Primar- und Sekundarstudium in seiner Heimatstadt ab und zog 1985 nach Caracas, um an der Escuela de Artes der Universidad Central de Venezuela zu studieren. Zwei Jahre später begann er seine Karriere in Briefen an der Universidad Católica Andrés Bello in dieser Stadt, die er 1992 abschloss. Von diesem Jahr an arbeitete er an der Metropolitana, der Fundación de Etnomusicología y Folklore, der Cinemateca Nacional und in das Alejandro Otero Museum. 1997 promovierte er an der Universität von Salamanca in spanischer und lateinamerikanischer Literatur. Seit dem Jahr 2020 lebt er in Spanien.

## Auszeichnungen (Auswahl)
- Finalist für den Critics Award von Venezuela, 2018, mit dem Roman „Gemelas“.
- Finalist des Juan Rulfo International Contest, RFI, 2009, mit der Geschichte «Fast dasselbe sagen».
- Kurzgeschichtenpreis bei der Literaturbiennale von José Antonio Ramos Sucre, Cumaná, 2002, mit dem Buch „Homero macht Zappen“.
- Erste Erwähnung im Short Narrative Award der spanischen Botschaft in Venezuela, Caracas, 1994, mit dem Buch „Leerse los gatos“.

## Werke (Auswahl)
- El informe sobre Clara. Nochebosque (Madrid, La Huerta Grande, 2025. ISBN 9788418657689).
- Renacen las sombras (Madrid, La Huerta Grande, 2021. ISBN 978-84-17118-99-0).
- La sonrisa de los hipopótamos (Madrid, Ediciones La Palma, 2020, ISBN 978-84-122485-2-4).
- Los cielos de curumo. La Huerta Grande, Madrid 2019, ISBN 978-84-17118-51-8.[3]
- Gemelas. Casa de Cartón, Madrid 2013, ISBN 978-84-940478-9-3. (El Estilete, Caracas 2016, ISBN 978-980-7786-00-3).
- Nochebosque. Casa de Cartón, Madrid 2011, ISBN 978-84-938892-2-7.
- El niño malo cuenta hasta cien y se retira. Norma, Caracas 2004, ISBN 980-6779-01-0. (Escalera, Madrid 2010, ISBN 978-84-937018-5-7).[4]
- La manzana de Nietzsche. Ediciones La Palma, Madrid 2015, ISBN 978-84-944679-2-9.
- Los sordos trilingües. Musa a las, Madrid 9, 2011, ISBN 978-84-15222-08-8 (E-Book).
- Homero haciendo zapping. Fundación Ramos Sucre/UDO, Caracas 2003, ISBN 980-6616-00-6.
- Leerse los gatos. Memorias de Altagracia, Caracas 1997, ISBN 980-6382-09-9.
- Alejandro Magno, el vivo anhelo de conocer. Norma, Bogotá 2004, ISBN 958-04-7986-0.
- Albert Einstein, cartas probables para Hann. Norma, Bogotá 2004, ISBN 958-04-7984-4. (Sep, México 2005, ISBN 970-09-1142-X – Norma / ISBN 970-790-237-X SEP).
- La reina de los cuatro nombres. Olimpia, madre de Alejandro Magno. Oberon, Madrid 2005, ISBN 84-96511-09-X.
- Miranda, el nómada sentimental. Norma, Caracas 2006, ISBN 980-6779-18-5. (Ediciones Ulises, Sevilla 2017, ISBN 978-84-16300-58-7)
- Venezuela, biografía de un suicidio. La Huerta Grande, Madrid 2017, ISBN 978-84-17118-04-4.